# Mark Regev
Mark Regev (hebrejsky מארק רגב‎) je od roku 2007 mluvčí izraelského premiéra a poradce pro styk se zahraničním tiskem a veřejné záležitosti. Před touto pozicí zastával funkci mluvčího izraelského ministerstva zahraničí a pracoval na jordánské divizi ministerstva zahraničí v Jeruzalémě a ambasádách v Pekingu a Washingtonu. Působil rovněž jako zástupce šéfa mise generálního konzulátu v Hongkongu a jako lektor mezinárodních vztahů a strategií na škole pro důstojníky Izraelských obranných sil.

## Biografie
Narodil se jako Mark Freiberg v Melbourne, Austrálii v roce 1960, Martinu a Fredě Freibergovým. Absolvoval Melbournskou univerzitu, kde získal bakalářský titul v oboru politické vědy a historie a později Hebrejskou univerzitu v Jeruzalémě či Bostonskou univerzitu, kde získal magisterský titul v managementu.
Před alijou do Izraele byl prominentním členem mládežnického hnutí dělnického sionismu Ichud Habonim a byl aktivní v židovském studentském spolku na Melbournské univerzitě. Emigroval do Izraele v roce 1982 a pracoval v kibucu Tel Kacir. Poté, co nastoupil na ministerstvo zahraničí si změnil příjmení po svých adoptivních rodičích v kibucu na Regev.
Je ženatý a má tři děti.